# Budynek starego Uniwersytetu w Valletcie
Budynek starego Uniwersytetu w Valletcie (malt. L-Università l-Qadima lub L-Università l-Antika, ang. Old University Building), znany też jako Valletta Campus – jest to kompleks budynków należących do University of Malta, przylegający do kościoła Jezuitów w Valletcie na Malcie. Budowa tych budynków rozpoczęła się w roku 1595, pierwotnie mieściło się w nim kolegium jezuickie, znane jako Collegium Melitense. Budynek musiał być naprawiony po zniszczeniach spowodowanych eksplozją w roku 1634, a później trzęsieniem ziemi w roku 1693.
Uniwersytet Maltański został założony w roku 1769, po kasacie zakonu jezuitów, i kontynuował nauczanie w tym samym budynku. Chociaż w latach 60. XX wieku uniwersytet przeniósł się do dużo większego kompleksu Tal-Qroqq w Msidzie, stary budynek wciąż mieści kilka jego wydziałów oraz jest wykorzystywany na niektóre wykłady i konferencje.

## Historia
Poprzednikiem Uniwersytetu Maltańskiego było Collegium Melitense, jezuickie kolegium założone 12 września 1592 roku. Pierwotnie ulokowane było w starym budynku w Valletcie, ale nowy kompleks mieszczący kolegium i kościół Jezuitów został już zamówiony przez biskupa Tommaso Gargallo. Budowa ruszyła 4 września 1595 roku, kamień węgielny położył wielki mistrz Martin Garzes. Prace postępowały szybko i kolegium przeniosło się na nowe miejsce w roku 1597; budynek został całkowicie ukończony w roku 1602. Kościół był gotowy w 1609 roku.
W dniu 12 września 1634 roku oba budynki, kolegium oraz przyległy kościół, zostały poważnie uszkodzone w wyniku wybuchu w wytwórni prochu. Uszkodzone konstrukcje naprawiono, a kościelna fasada została kompletnie przebudowana. Kolejne zniszczenia dotknęły to miejsce podczas trzęsienia ziemi w roku 1693. W roku 1695 na tyłach budynku zainstalowany został zegar słoneczny oraz umieszczona łacińska inskrypcja.
Jezuici zostali usunięci z Malty w roku 1768 i budynek przeszedł w ręce Skarbu Zakonu św. Jana. Nauczanie jednakże kontynuowano, a profesorowie utrzymali swoje stanowiska. Uniwersytet Maltański oficjalnie rozpoczął swoją działalność 22 listopada 1769 roku, kiedy wielki mistrz Manuel Pinto da Fonseca podpisał dekret ustanawiający Pubblica Università di Studi Generali. W latach 1770., podczas rządów Francisco Ximenesa, działalność szkoły została na krótko zawieszona, lecz już w roku 1779 jego następca Emmanuel de Rohan-Polduc wznowił jej działalność.
W czasie francuskiej okupacji Malty od roku 1798 do 1800 uniwersytet został zastąpiony przez École Centrale; na początku XIX wieku Brytyjczycy przywrócili szkole starą nazwę. Wtedy też pewne części budynku zostały wydzierżawione na cele komercyjne i w roku 1810 przebudowane. W maju 1824 roku z tyłu budynku od strony Triq San Pawl (ul. św. Pawła) otwarte zostało drugie wejście ozdobione brytyjskim herbem. Podczas II wojny światowej w kompleksie mieściło się centrum ostrzegania przeciwlotniczego. W pewnym czasie miała tam też swoją siedzibę Anglo-Maltańska Biblioteka oraz liceum.

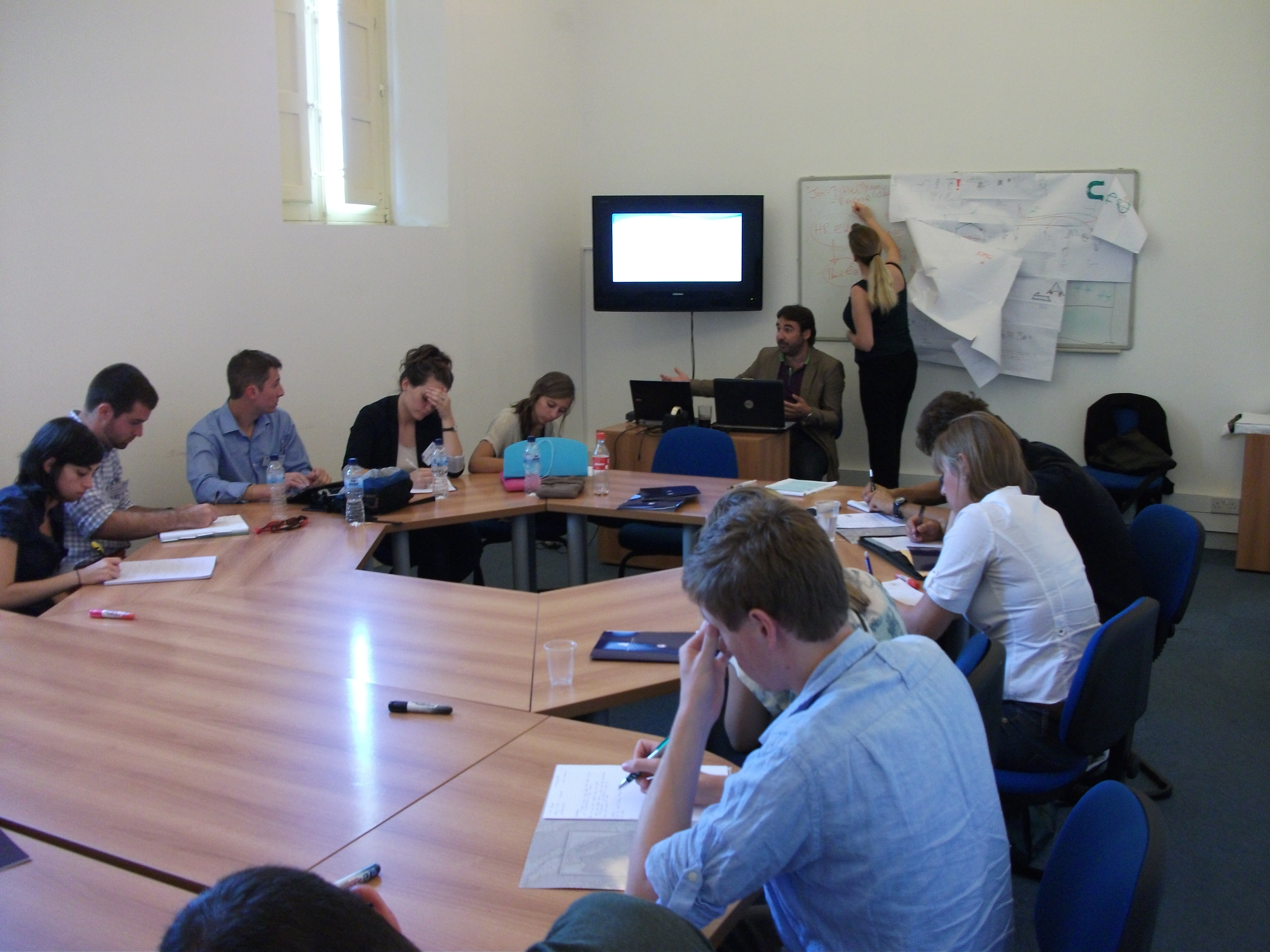
Wykłady w Valletta Campus

Z czasem kampus zrobił się za mały, aby pomieścić całą uczelnię. W roku 1959, obok Sacra Infermeria, otwarty został budynek Evans Laboratories (dziś znany jako Evans Building), w którym umieszczony został Wydział Nauk Ścisłych. W roku 1968 Wydział Medyczny przeniósł się do budynku obok szpitala św. Łukasza w Gwardamanġa. W latach 60. uniwersytet otworzył znacznie większy kampus w Tal-Qroqq w Msidzie, i większość wydziałów tam się przeniosła. W Valletcie uczelnia pozostała jedynie na parterze budynku, opuszczając piętro w roku 1978. Jednakże w roku 2011 zostało ono odnowione i ponownie otwarte.
Stary budynek uniwersytetu jest dziś jednym z trzech kampusów Uniwersytetu Maltańskiego, pozostałe dwa to kampus w Msidzie i kampus w Xewkija na Gozo. W pewnym okresie w budynku miała swoje główne biura Heritage Malta. Dziś w Valletta Campus mają swą siedzibę International Collaborative Programmes, Research Innovation & Development Trust oraz Conferences and Events Unit. Jest on też udostępniany na różne międzynarodowe konferencje i seminaria, na równi z krótkimi kursami oraz szkołami letnimi.
Stary budynek uniwersytetu jest umieszczony na liście National Inventory of the Cultural Property of the Maltese Islands. Fasada i pozostałe ściany zewnętrzne budynku oraz ściany przylegającego doń kościoła zostały odnowione w latach 2016–2018.

## Architektura

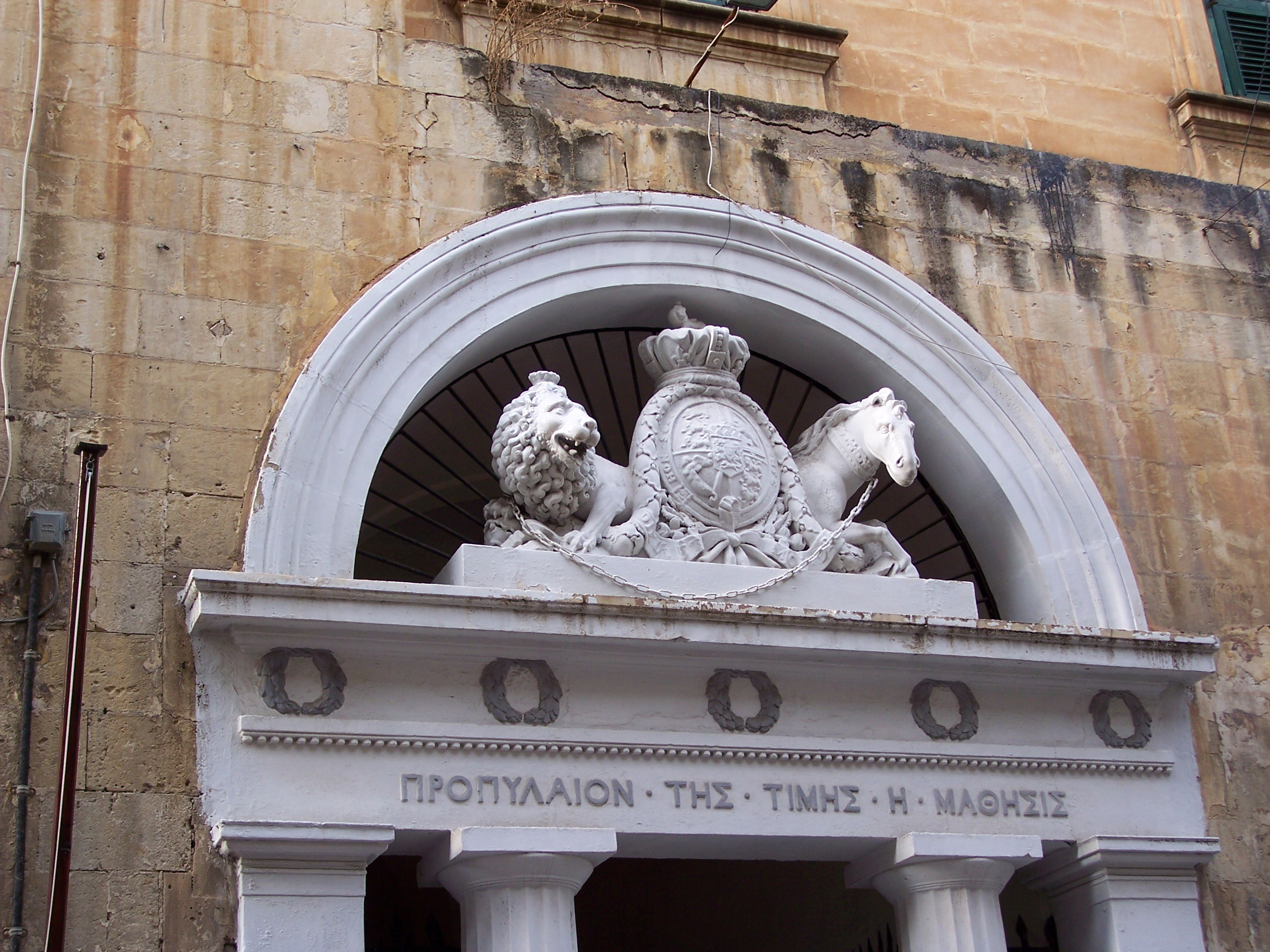
Rzeźbiony brytyjski herb nad wejściem od strony Triq San Pawl

Stary budynek uniwersytetu ulokowany jest w kwadracie ograniczonym ulicami: Triq il-Merkanti, Triq San Kristofu, Triq San Pawl oraz Triq L-Arċisqof i przylega do kościoła Jezuitów, zbudowanego w tym samym czasie, co kolegium. Budynek ma trzy poziomy. Jego plan jest typowy dla publicznych budynków z epoki Renesansu, składając się z pomieszczeń zbudowanych wokół centralnego dziedzińca. Wchodzą w to sale wykładowe, klasy oraz cele mieszkalne księży, wszystko połączone z korytarzami. Sufity korytarzy są wspaniale ozdobione. Szerokie schody, wypolerowane butami stąpających po nich przez stulecia, prowadzą na pierwsze piętro. Korytarze na pierwszym piętrze ozdabiają portrety wybitnych osobistości, podarowane uczelni przez sir Josepha Nicholasa Zammita na początku XIX wieku. Dziś niektóre z cel używane są jako biura. W budynku znajdują się również sale konferencyjne, wykładowe, sale spotkań, audytorium oraz Aula Magna.
Główne wejście było początkowo od Triq il-Merkanti. Oryginalnie fasada była raczej prosta, praktycznie bez żadnej dekoracji. Barokowa fasada została zaprojektowana ok. roku 1647 przez słynnego architekta Francesco Buonamiciego.
Tylne wejście – od Triq San Pawl – otwarte w roku 1824, jest przykładem architektury neoklasycystycznej. Składa się z bramy w formie łuku, z dwoma doryckimi kolumnami podpierającymi nadproże. Ponad nim znajduje się rzeźba przedstawiająca herb Wielkiej Brytanii. Na nadprożu widoczna jest inskrypcja w języku greckim, znacząca: „Uczenie się jest bramą do wybitności”. Projekt tej bramy jest powszechnie przypisywany Giorgio Pullicino, który w tym czasie był profesorem architektury na uniwersytecie. Czasem jako autor projektu podawany jest pułkownik George Whitmore z Royal Engineers, lecz jest to mało prawdopodobne. Projekt wygląda być inspirowany przez Hôtel d'Hallwyll autorstwa Claude’a Nicolasa Ledoux, zbudowany w Paryżu w latach 1766–70. Chociaż wejście to nie jest już powszechnie używane, to wciąż jest bramą, przez którą przechodzą procesje nowych magistrów i doktorów przed przejściem do kościoła Jezuitów, gdzie odbywa się właściwa ceremonia.